# Monument et tombe commémorative des blessés fusillés au mont Zlatibor
Le monument et tombe commémorative des blessés fusillés au mont Zlatibor (en serbe cyrillique : Споменик са спомен-гробницом стрељаних рањеника на Златибору ; en serbe latin : Spomenik sa spomen-grobnicom streljanih ranjenika na Zlatiboru) se trouve près de Zlatibor, dans la municipalité de Čajetina et dans le district de Zlatibor, en Serbie. Il est inscrit sur la liste des monuments culturels protégés de la République de Serbie (identifiant no SK 2224),.

## Présentation
Le monument est dédié aux blessés Partisans qui ont été abattus par l'occupant nazi au mont Zlatibor à l'automne 1941 après l'effondrement de la République d'Užice. Un ossuaire commémoratif a été inauguré sur le Šumnato brdo en 1961, qui contient les dépouilles des exécutés, ainsi que les dépouilles des héros nationaux Savo Jovanović Sirogojno et Aleksandar Jovanović Otrov, décédés lors des combats près de Valjevo en mai 1944. Les dépouilles des combattants morts en 1944 à Zlatibor reposent également dans la même tombe. L'auteur de la tombe est l'architecte Jovanka Jeftanović. Sur la tombe, formée de dalles en granit noir, on peut lire l'inscription suivante : « Dans cet ossuaire commémoratif sont enterrés les restes d'une centaine de blessés graves de l'hôpital central des Partisans de la République d'Uzice, qui ont été tués avec brutalité par les fascistes le 30 novembre 1941 à Zlatibor ».
Au nord-est de la tombe, un monument a été érigé en 1967 sous la forme d'un obélisque en calcaire blanc haut de 9,80 m ; Sa base mesure 2,20 m sur 1,30 m et, à son sommet il s'élargit à 3,36 m sur 1,85 m. Sur le côté nord-ouest du monument se trouve une représentation en relief d'une figure humaine, avec la paume de sa main et le soleil, avec des vers du poète Vasko Popa : « Je ne donnerai pas ce soleil qui éclaire mes yeux, je ne donnerai pas ce pain dans la paume de ma main ». Cette représentation est l'œuvre de la sculptrice Ana Bešlić.